# NGC 288
NGC 288 je kulová hvězdokupa v souhvězdí Sochaře nacházející se ve vzdálenosti přibližně 29 000 světelných let od Země. Objevil ji William Herschel 27. října 1785. NGC 288 je jednou z mála kulových hvězdokup, jejichž hvězdy jsou vzájemně jen slabě gravitačně vázány. Hvězdy v kulových hvězdokupách s nízkou hustotou se nakonec mohou rozptýlit do prostoru.

## Pozorování

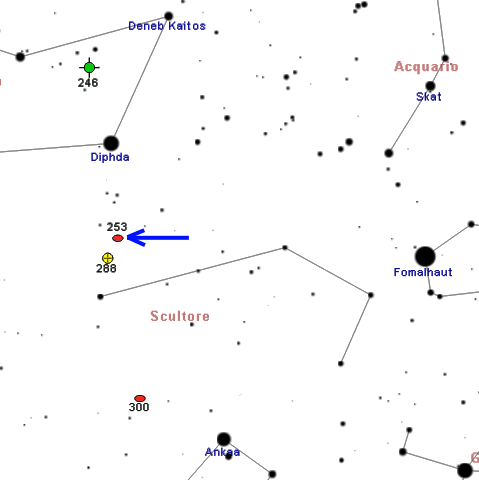
Poloha NGC 253 a NGC 288 v souhvězdí Sochaře.

Díky její magnitudě 8,1 je hvězdokupa pozorovatelná i menšími přístroji, tedy triedrem nebo malým dalekohledem.
Je možné ji nalézt přibližně 1,8° jihovýchodně od jasné galaxie NGC 253, 37' severo-severovýchodně od jižního galaktického pólu, 15' jiho-jihovýchodně od hvězdy 9. magnitudy a je obklopena půlkruhovým řetězcem hvězd, který se zdá být otevřený na jihozápadní straně. Hvězdokupa není příliš zhuštěná, její jádro o průměru 3' je dobře rozložitelné a je obklopeno nepravidelným rozptýleným prstencem o průměru 9'. Nejvzdálenější členové hvězdokupy se nachází několik úhlových minut jižním a jihozápadním směrem.